# Orange Marmalade
Orange Marmalade (kor. 오렌지 마말레이드) – południowokoreański serial z 2015 roku wydany przez wytwórnię KBS, Kocowa. Należy do gatunku idol drama, jest także fantastyką i zawiera elementy komedii romantycznej. Opowiada historię Baek Ma Ri, nastolatki, która jest wampirem oraz jej prób odnalezienia się w świecie, w którym wampiry stanowią mniejszość.
Scenariusz oparto na komiksie internetowym o tym samym tytule autorstwa Seok Woo, który publikowany był od 5.02.2011 do 4.01.2014 r.

## Fabuła

### Odcinek 1
Baek Ma Ri jest licealistką, wampirzycą. Jak co rano dziewczyna jedzie do szkoły pociągiem. Przysypia i śnią jej się przykre wspomnienia z dzieciństwa, gdy była prześladowana za swoje pochodzenie. Dziewczyna budzi się ze snu z krzykiem.
Obok niej mężczyzna napastuje kobietę. Krzyk dziewczyny płoszy go. W przedziale wybucha kłótnia, podczas której, z torby mężczyzny wypada karton po mleku wypełniony krwią. Szkarłatny płyn brudzi twarz i ubrania licealistki. Mężczyźnie udaje się zbiec z pociągu, a dziewczynie pomaga Jae Minie, także licealista. Dziewczyna wysiada pospiesznie.
Ma Ri zmywa z siebie krew. Wie, że musi utrzymać fakt bycia wampirem w tajemnicy. Za wszelką cenę chce też ukończyć szkołę. Przez incydent w pociągu spóźnia się na lekcje. Okazuje się, że do jej nowej klasy uczęszcza też Jae Minie.
Chłopak czyta w bibliotece książkę o wampirach. Dowiaduje się z niej, że wampiry nie są ani istotami żywymi, ani martwymi i nie wiadomo, kiedy pojawiły się po raz pierwszy. Żywią się ludzką krwią. Gdy były u kresu wymarcia zawarły pakt pokojowy z rodziną królewską. Licealista uważa, że świat bez wampirów byłby lepszy.
Na lekcji nauczyciel tłumaczy zasady zawartego traktatu – wampiry zobowiązały się do zaprzestania picia ludzkiej krwi, a ludzie w zamian obiecali pozostawić je w spokoju. Jednakże uczniowie nie ufają traktatowi, uważając wampiry za niebezpieczeństwo. Są wobec ich nieufni, uprzedzeni i boją się nadprzyrodzonych istot. Uważają, że powinno się je wyeliminować ze społeczeństwa.
Przenosimy się do domu Baek Ma Ri. Rodzice dziewczyny rozmawiają o wampirach. Co prawda utraciły one większość mocy, ale nadal zachowały kilka np. natychmiastową regenerację czy niezwykłą siłę. Nie mogą jednak spożywać ludzkiego pożywienia. Kontrolę nad wampirami ma SKW, czyli System Kontrolowania Wampirów. Wspominają także o tym, że wampir, który rano molestował kobietę, zostanie ukarany Ahn Chi, co jest największą możliwą karą.
Uczniowie wychodzą ze szkoły. Ah Ro zagaduje Jae Minie i zaprasza go na koncert. Ten jednak odmawia tłumacząc, że nie interesuje go już muzyka. On i protagonistka jadą razem pociągiem. Dziewczyna, przez sen, całuje go przypadkiem w szyję. Ucieka zażenowana. Chłopakowi podoba się to jednak i wykazuje zainteresowanie dziewczyną. Podnosi jej upuszczony zeszyt i odkrywa, że jest w nim zapisana muzyka komponowana przez Ma Ri.
Jung Jae postanawia zagrać melodie zapisane w zeszycie. By to zrobić pierwszy raz od 4 lat sięga po gitarę. W tym samym czasie Ma Ri także gra na gitarze u siebie w domu.
Następnego dnia Jung Jae zastanawia się czy oddać dziewczynie zeszyt i wpatruje się w nią. Nie uchodzi to uwadze Ah Ro, zakochanej w chłopaku. Licealista jest w szkole popularny, więc jego zainteresowanie nową uczennicą nie jest dobrze widziane przez inne dziewczyny.
Chłopak spotyka protagonistkę na peronie i zaczynają ze sobą rozmawiać. Nie jest to jednak rozmowa uprzejma. Jego krew pachnie dla niej wyjątkowo przyjemnie, wręcz kusząco, więc postanawia trzymać go na dystans. Chłopak nie rozumie jej chłodu.
Wieczorem Jung Jae spotyka się z mężczyzną w kawiarni. Jest on nauczycielem, ale też ojczymem chłopaka. Próbuje go przekonać, by znów zajął się muzyką. Wychwala talent chłopaka i wspomina, że ten grał od dziecka. Mężczyzna przekazuje mu prezent od jego matki – gitarę. Licealista odmawia prośbie i nie chce słuchać oczyma.
W tej samej kawiarni zaczyna swój występ Ma Ri i chłopak, słysząc jej głos, zamiera. Jest oczarowany jej występem.

### Odcinek 2
Pojawia się nowy bohater, Han Shi Hoo, wampir, któremu źle żyje się w świecie, w którym musi się ukrywać. Udziela on wywiadu w telewizji, gdzie mówi o niedogodnościach, z którymi przychodzi mu żyć. Nie jest to jednak tolerowane przez SKW. Jego imię zostaje zmienione i zostaje on zapisany do nowej szkoły. Zostaje też wpisany na czarną listę i za kolejne przewinienie czeka go surowa kara. Nagranie wywiadu szybko zostaje usunięte.
Baek Ma Ri śni o piciu ludzkiej krwi. Boi się, że stanie się potworem. Nie rozumie, dlaczego nowo poznany chłopak tak pięknie pachnie. Postanawia trzymać się od niego z daleka. Tymczasem Jung Jae także budzi się w nocy i wspomina wspólne granie z matką.
Bohaterowie przypadkiem spotykają się w sali muzycznej. Dziewczyna z początku ucieka, acz później wraca po zostawioną w sali rzecz. Jung Jae proponuje jej wstąpienie do nowo tworzonego, szkolnego zespołu. Stawia warunek – jeżeli ona wstąpi to także do niego dołączy. Ma Ri jednak odmawia.
Han Shi Hoo doprowadza się do bardzo złego stanu. Okazuje się, że wampir, bez odpowiednich środków, nie jest odporny na słońce i doznaje rozległych obrażeń, a także, że musi pić substytut krwi co max. 12 godzin. Chłopaka ratuje jego wuj, który jest także ojczymem Jung Jae.
Wampirzyca mdleje w szkole. Han Shi Hoo zanosi ją do pielęgniarki. Bohaterowie zaczynają rozmawiać i okazuje się, że znają się z dzieciństwa. Przez jakiś czas chłopak mieszkał razem z nią. Ich bliska relacja wzbudza zazdrość u Jung Jae.
Ah Ro, dziewczyna z klasy, zaczyna prześladować Ma Ri. Robi to z zazdrości, ponieważ kocha się w Jung Jae. Han Shi Hoo ratuje sytuację, a Jung Jae obiecuje tej dziewczynie, że pójdzie z nią na koncert.
Shi Hoo wspomina przeszłość. Gdy był młodszy spotkał Jung Jae na ślubie. Później grali razem w parku na gitarach i chłopak zwierzył mu się, iż jego ojczym jest wampirem. Obrzydzało go to i fakt, że jego matka wzięła ślub z kimś takim. Chciał porzucić muzykę, by zrobić kobiecie na złość.
Jung Jae nie idzie na obiecany koncert. Czeka na protagonistkę w drodze do jej domu. Całuje ją w szyję, tak jak wcześniej ona przypadkiem pocałowała go w pociągu.

### Odcinek 3
Han Shi Hoo, zmuszony przez organizację, zaczyna mieszkać w domu protagonistki. Nie jest ona z tego powodu zadowolona. Dochodzi do kłótni. Podczas niej zostają przedstawione nowe fakty o wampirach – są długowieczne, żyją do 150 lat. Bohaterowie kłócą się też o Jung Jae. Chłopak uważa, że nie można mu ufać.
Dwaj główni bohaterowie darzą się coraz większą niechęcią. Dochodzi do scysji podczas lekcji wf. Wampir uważa, iż chłopak nie powinien się interesować Ma Ri. Nie dochodzą jednak do porozumienia.
Młodszy brat licealistki gubi się podczas spaceru z Shi Hoo. Gdy się o tym dowiaduje dziewczyna zaczyna szukać brata. Spotyka Jung Jae, który decyduje się pomóc. Zamieszcza w Internecie ogłoszenie o zaginięciu dziecka. Dzięki temu dowiadują się o miejscu, gdzie chłopiec był widziany. Wygłodniały chłopiec jest bliski ugryzienia Jung Jae. Ma Ri odciąga go jednak szybko i odchodzi bez słowa. Licealista nie rozumie jej chłodu.
Następnego dnia w szkole bohaterowie nie odzywają się do siebie. Dziewczyny w klasie jeszcze mocniej prześladują Ma Ri, ponieważ w szkole rozniosła się plotka, że bohaterowie są parą.
Bohaterka poznaje ojczyma Jung Jae, który jest nauczycielem w ich szkole. Mężczyzna przekonuje wampirzycę, by dołączyła do szkolnego zespołu. Podczas dalszej rozmowy zdradza szczegóły z przeszłości Shi Hoo – jego rodzice zostali ukarani Anh Shi i chłopak od małego musiał sobie radzić sam. Tłumaczy także czym jest ta kara – to najgorsze co może się wydarzyć dla wampira. Jest to wegetacja, na skraju życia i śmierci, gdzie wampiry są przetrzymywane i głodzone.
Wampirzyca i Jung Jae spotykają się w sali muzycznej. Dziewczyna dziękuje za odnalezienie brata i otwiera się przed chłopakiem. Tłumaczy mu iż powinni trzymać się z dala od siebie i różnice między nimi są za wielkie. Chłopak jest jednak innego zdania. Gra dla niej na gitarze nowo napisaną melodię. Jung Jae wyznaje, że to dzięki niej znów postanowił zagrać. Opowiada o swojej przeszłości – matka zaszczepiła w nim miłość do muzyki, jednak opuściła go, gdy był dzieckiem i chłopak znienawidził granie. Teraz chce zakończyć swój bunt i zacząć realizację pasji. Bohaterowie zbliżają się do siebie. Chcą zacząć swoją relację od nowa.
Zawiązuje się szkolny zespół. Są w nim wszyscy główni protagoniści i kilka osób z klasy dziewczyny. Jung Jae i Shi Hoo grają na gitarach, Ma Ri pisze teksty, gra i śpiewa, Ah Ro gra na klawiszach. Bohaterowie spędzają dużo czasu razem, ćwicząc i komponując muzykę.
Nazywają swój zespół Orange Marmalade. Nazwa ta jest pomysłem Ma Ri. Do marmolady pomarańczowej dodaje się skórkę pomarańczy, która, w większości przypadków, jest bezużyteczna i odrzucana. Marmolada smakuje lepiej dzięki skórce. Dziewczyna tłumaczy iż jest to metafora, że każdy może być ważny i przydatny, a w ich zespole stawiają na akceptację.
Wyjeżdżają na wycieczkę, podczas której dają swój pierwszy występ.
Po występie dziewczyna rozmawia z nauczycielem. Ma Ri mówi o lęku, z którym przychodzi mierzyć się wampirom w świecie ludzi. Jest to straszne uczucie, które sprawia, że musi ona żyć w ciągłym napięciu. Nauczyciel mówi, że w pokonaniu tego uczucia pomogła mu odwzajemniona miłość.
Tymczasem Jae Min rozmawia ze swoją matką, która przyszła na ich występ. Traktuje ją oschle i z dystansem. Kobieta wyznaje, że tęskniła za synem i była szczęśliwa, gdy zobaczyła jak ten gra. Chłopak nie chce jednak utrzymywać z nią relacji, prosi, by byli dla siebie jak obcy.
Ma Ri idzie na Latarnię Życzeń, która ponoć ma moc spełniania próśb. Dziewczyna nie wie jednak o co poprosić. Zaczyna grać na gitarze. Wspomina wszystkie momenty z Jung Jae. Zdaje sobie sprawę, że się w nim zakochała. Początkowa fascynacja zamieniła się w głębokie uczucie. Młodzi spotykają się na latarni. Ma Ri wyznaje chłopakowi swoje uczucia i bohaterowie całują się.

### Odcinek 4
Para spędza razem czas, rozmawiając i grając na gitarze. Jung Jae wybiera się na nocny spacer i myśli o matce.
Nauczyciel i matka Jung Jae rozmawiają. Okazuje się, że mężczyzna jest wujkiem Shi Hoo. Chłopak podsłuchuje ich rozmowę i prawda wychodzi na jaw. Gdy był mały, próbował zaatakować człowieka. Rodzice ujawnili swoje wampirze zdolności i przypadkiem doszło do wypadku samochodowego, w którym ucierpieli ludzie. Zostali za to ukarani Ahn Shi. Chłopak obwinia się za to. Całą rozmowę słyszy także Jae Min.
Dochodzi do bójki między licealistami. Jae Min szczerze nienawidzi wampirów, co wykorzystuje jego przeciwnik. Szantażuje go, że wyjawi, iż ojczym chłopaka jest wampirem. Jae Min zabrania chłopakowi zbliżać się do Ma Ri. Obaj zostają mocno pobici, ale rany wampira natychmiast się goją.
Wycieczka nadal trwa. Jednak Shi Hoo nie wrócił na noc do swojego pokoju. Ma Ri i Jung Jae szukają go. Docierają do portu, gdzie ostatnio widzieli wampira. Zauważają chłopca, który wszedł na wysoką konstrukcję i jest w niebezpieczeństwie. Jung Jae ratuje go, jednak przez to sam zostaje ranny. Ratuje go Shi Hoo, używając wampirzych mocy (tu kolejna umiejętność wampirów – unoszenie się/latanie).
Dziewczyna zostaje sama z krwawiącym i nieprzytomnym chłopakiem. Ledwo opanowuje swoje instynkty. Widzi to Ah Ro. Ranny chłopak trafia do szpitala, wampirzyca przy nim czuwa. Tymczasem Ah Ro przeszukuje rzeczy dziewczyny i odkrywa, że Ma Ri jest wampirem.
Rodzice chłopaka docierają do szpitala. Matka czule opiekuje się synem. Ten nie dziękuje jej, ale pozwala na tę troskę.
Ah Ro konfrontuje się z Ma Ri. Wampirzyca już wie, że zostanie zdemaskowana.
SKW dowiaduje się o użyciu mocy przez Shi Hoo. Chłopak dzwoni do Ma Ri i żegna się z nią. Oboje wiedzą, że czeka go najwyższa kara.
Ma Ri postanawia wrócić z wycieczki wcześniej. Bez słowa wyjeżdża.
Jung Jae dowiaduje się, że jego dziewczyna jest wampirem. Postanawia jednak nie wierzyć plotkom i samemu ją zapytać.
Han Shi Hoo popełnia samobójstwo, wystawiając się na słońce bez ochrony. Jego ciało znika powoli, zamieniając się w dym.
Ma Ri zaginęła. Trwają jej poszukiwania, ponieważ do miasta zbliża się tajfun. Jung Jae odnajduje ją na latarni, tej samej, gdzie pocałowali się po raz pierwszy. Dziewczyna potwierdza to, że jest wampirem. Zrozpaczona chce się rzucić w przepaść. Udaremnia to Jung Jae, który jednak sam spada wprost do morza. Dziewczyna ratuje go, używając wampirzych mocy.
Chłopak, wskutek odniesionych obrażeń, traci pamięć.

### Odcinek 5
Akcja przenosi się do XVII wieku. Walki między ludźmi, a wampirami są tak ostre jak nigdy wcześniej. Wampiry planują powstanie, które ma się zakończyć rzezią ludzi i zrzeszeniem ich rasy. Ludzie dowiadują się o tym i rozpoczyna się mobilizacja sił.
Pojawiają się Jung Jae i Shi Hoo, bliźniaczo podobni do chłopców z XXI wieku. Mężczyźni przyjaźnią się. Spędzają razem czas na nauce i walce. Jung Jae jest niezwykle mądry i waleczny, ma jednak słabość – mdleje na widok krwi. Shi Hoo jest za to lekkoduchem, który woli długie spacery i nocne wyprawy niż naukę.
Nie wszystkie wampiry pragną rzezi. Niektóre chcą żyć jak ludzie, nie zdradzając swojej obecności. Jest jednak część, klan Wonsangu, który morduje i pragnie krwawej zemsty. W tej pierwszej grupie jest rodzina Mi Ra. Piją oni krew zwierząt i pracują dla ludzi.
Han Shi Hoo znów nie wraca na noc do domu. Jung Jae wychodzi na jego poszukiwania. W lesie spotyka Ma Ri grającą na flecie. Jest nią oczarowany, ale szybko ucieka. Prawo zakazuje mężczyźnie i kobiecie o różnych statusach przebywać razem.
Chłopak zostaje ugryziony przez węża. Mi Ra ratuje go przed śmiercią, odsysając trującą krew, ledwo powstrzymuje się przed zaatakowaniem go. Odnajduje ich Shi Hoo. Dziewczyna ucieka.
Na Uniwersytecie, gdzie chłopcy studiują, wybucha epidemia. Jej przyczyną jest skażone mięso. O otrucie uczonych oskarża się rzeźnika, ojca Ma Ri. Jung Jae widzi jak jest on zabierany ze swojej chaty i dzięki temu poznaje tożsamość Ma Ri. Wampiry wiedzą, że ojciec dziewczyny nie przeżyje kary bez krwi.
Jung Jae dochodzi prawdy. To Shi Hoo zatruł mięso, by zażartować z uczonych. Nie chce być jednym z nich, bo pragnie wolności.
Ma Ri próbuje podać ojcu substancję, która chroni przed słońcem. Zostaje jednak złapana. Przed karą ratuje ją Jung Jae. Kłamie, iż on jest winny tej sytuacji. Jest szlachcicem, więc nie poniesie kary.
Jung Jae próbuje kryć przyjaciela, ale za kłamstwo zostaje zawieszony na 2 miesiące.
Jung Jae i Ma Ri znów się spotykają. Razem piorą jego zabrudzone szaty. Dziewczyna dziękuje mu za uratowanie ojca. Spędzają razem trochę czasu rozmawiając.
Shi Hoo bierze udział w nielegalnych walkach. Wracając z nich, zauważa, że Mi Ra jest w niebezpieczeństwie. Została zaatakowana przez grupę mężczyzn. Shi Hoo staje w jej obronie.
Ojciec Jung Jae decyduje, iż syn ma wziąć ślub. Znajduje mu kandydatkę – Ah Ro. Chłopak nie chce tego małżeństwa, ale ojciec jest głuchy na jego argumenty.
Przyjaciele rozmawiają w lesie. Obaj są zakochani, nie wiedzą tylko, że w tej samej dziewczynie.

### Odcinek 6
Shi Hoo postanawia sprzeciwić się woli ojca i zostać wojownikiem. Chce podejść do egzaminu na wojownika.
Dochodzi do słownego starcia ojca Ma Ri i władczyni Klan Wongangsu. Kobieta jest wściekła, bo ojciec Ma Ri wyjawił krwawe plany klanu ludziom. Mężczyzna oświadcza, że on i wampiry, które go popierają, powstrzymają klan i nie pozwolą na przelania krwi. Jeżeli klan przekroczy granicę miasta między wampirami wybuchnie wojna.
Ma Ri zostaje niesłusznie oskarżona i ma ponieść karę. Jest to spisek Ah Ro, narzeczonej Jung Jae. Przed karą ratują ją jednak Jung Jae i Shi Hoo. Dziewczyna odchodzi upokorzona.
Shi Hoo prosi, by poćwiczyła z nim walkę. Silna wampirzyca świetnie sobie radzi. Młodzi obiecują sobie, że spotkają się ponownie.
Ma Ri i Jung Jae spotykają się nad rzeką. Ich relacja staje się chłodna. Chłopak musiał poniżyć dziewczynę, by uratować ją przed karą. Wampirzycę bardzo zabolały jego słowa. Jung Jae żałuje swoich słów. Wie jednak, że nie może kochać dziewczyny i powinien przestać się z nią spotykać. Jest zaręczony i niedługo będzie brać ślub.
Następnego dnia znów się spotykają. Chłopak przeprasza. Znów spędzają razem czas. Wampirzyca próbuje gotować chłopakowi, ale nie udaje jej się to.
Młodzi są widziani razem i plotka dochodzi do rodziców Ma Ri. Dziewczyna wie, że nie powinna się spotykać ze szlachcicem, jednak wiadomość o jego nadchodzącym ślubie, załamuje ją.
Zakochany chłopak nie chce brać ślubu. Obiecuje ojcu, że zostanie wojownikiem i całkowicie poświęci się rodzinnej tradycji. Zrzeknie się swoich marzeń o byciu uczonym. Jest w stanie to zrobić, byleby nie brać ślubu z nieznajomą. Ćwiczy zawzięcie całymi dniami, by osiągnąć cel. Shi Hoo pomaga mu w treningach.
Ma Ri znów jest w kłopotach. Zazdrosna Ah No, narzeczona Jung Jae, uprzykrza jej życie. Chłopak jednak staje po stronie dziewczyny na oczach rodziny i narzeczonej.

### Odcinek 7
Ludzie postanawiają utworzyć jednostkę specjalną przeciwko wampirom. Mają być to Żołnierze Srebrnej Krwi. Shi Hoo postanawia do nich dołączyć.
Ojciec zabrania Jung Jae widywać się z Mi Ra. Mężczyźni kłócą się. W końcu Jung Jae musi ustąpić.
Spotyka się z dziewczyną na targu. Chłopak wyznaje jej miłość. Mi Ra także go kocha, ale wie, że związek ten nie ma przyszłości, więc go odrzuca.
Jung Jae postanawia wyjechać. Chce się jednak wcześniej pożegnać z ukochaną. Dziewczyna długo się wacha, ale przychodzi na miejsce spotkania. Prosi go by nie wyjeżdżał. Chłopak mówi, że chciałby ją poślubić. Jung Jae i Ma Ri całują się.
Shi Hoo pojmuje wampira i więzi go. Jest to członek klanu W. Klan zabija wampira, by nie zdradził ludziom sekretów.
Han Yoon-Jae, wampir z klanu spotyka Kang Min-Ha, opiekunkę Jung Jae, która jest mu jak matka. Kobieta szuka „syna”. Yoon Jae pomaga jej.
Kobieta wraca razem z „synem” do domu. Ten przeprasza za próbę ucieczki. Mówi, że kobieta jest mu jak matka, co bardzo cieszy piastunkę.
Han Yoon Jae wraca do siedziby klanu. Okazuje się, że był kiedyś człowiekiem, ale głowa klanu przemieniła go w wampira. Od tamtego czasu jest jej posłuszny.
Shi Hoo zostaje oficjalnie Żołnierzem Srebrnej Krwi. Żegna się z Ma Ri wiedząc, że może nie wrócić żywy. Żołnierzom udaje się wygrać pierwsze starcie z wampirami. Odnajdują ważne dla wampirów dokumenty.
Jung Jae prosi Ah No, by zerwała zaręczyny. Wyznaje, że kocha już kogoś innego. Zazdrosna dziewczyna udaje się do klanu W i odkrywa ich tożsamość. Obiecuje zachować ją w sekrecie, jeżeli pozbędą się Ma Ri.
Ma Ri wpada w pułapkę klanu. Zostaje uderzona i traci przytomność. Przed śmiercią ratuje ją Shi Hoo. Spóźniony na miejsce przybywa też Jung Jae.

### Odcinek 8
Przyjaciele zdają sobie sprawę, że są zakochani w tej samej dziewczynie.
Ma Ri długo nie odzyskuje przytomności. Jej ojciec domyśla się, że jest to sprawka klanu W.
Klan korzysta z energii purpurowego księżyca. Moc ta daje im niezwykłą siłę i odporność na srebro. Taki stan trwa 100 dni.
Żołnierze Srebrnej Krwi nie dają sobie rady w kolejnej walce z klanem. Ich główna broń – srebro – już nie działa. Większość mężczyzn ginie, a Shi Hoo zostaje ugryziony i bardzo krwawi. Na polu bitwy pojawia się Jung Jae, by pomóc przyjacielowi. Walczą ramię w ramię, pokonując wampiry. Później jednak Shi Hoo traci przytomność.
Głowa klanu W już wie, że ich tajne dokumenty zostały odkryte. W zabójstwa ludzi postanawia wrobić rodzinę Baek Ma Ri. Wampir kradnie z ich domu nóż.
Jung Jae zajmuje się nieprzytomnym przyjacielem. Z książki dowiaduje się, że człowiek ugryziony przez wampira może przeżyć, tylko gdy napije się wampirzej krwi. Chłopak postanawia więc wstąpić do Żołnierzy Srebrnej Krwi by zdobyć jej trochę dla przyjaciela.
Zakochani żegnają się. Jung Jae wie, że może nie wrócić z bitwy. Mówi dziewczynie, że już nigdy się nie spotkają.
Klan W pragnie przejąć władzę w Korei. Planują przemienić nienarodzone dziecko królowej w wampira, by to ich rasa zasiadała na tronie. W tym celu szantażują Ah No, by im pomogła. Zastraszona dziewczyna udaje się do królowej.
Shi Hoo idzie do Ma Ri, by zobaczyć ją ostatni raz przed śmiercią. Dziewczyna pozwala mu wypić trochę swojej krwi. Han Shi Hoo staje się wampirem. Jest przerażony i wściekły. Nie może pogodzić się z tym, że stał się potworem.
Ah No próbuje popełnić samobójstwo. Nie jest w stanie znieść tego, że musi pomagać wampirom. Jej czyn udaremnia Jung Jae.
Z tajnych, wampirzych dokumentów wynika, gdzie i kiedy będzie przywódczyni klanu W. Żołnierze Srebrnej Krwi robią w tym miejscu zasadzkę. Wpada w nią jednak nie głowa klanu, a Ma Ri.

### Odcinek 9
Tożsamość Ma Ri zostaje ujawniona. Na ratunek przybywa rodzina i krewni dziewczyny. Specialnymi środkami czyszczą pamięć Żołnierzy Srebrnej Krwi. Nie dotyczy to jednak Jung Jae. Chłopak dowiaduje się, że jego najlepszy przyjaciel i ukochana są wampirami.
Shi Hoo prosi przyjaciela, by ten go zabił. Jung Jae nie jest jednak w stanie tego zrobić. Spotyka się z Ma Ri i wybucha gniewem. Uważa, że lepiej by było być martwym niż stać się potworem. Dziewczyna tłumaczy mu, że jej rodzina nie pije krwi ludzi, a zwierząt. Mówi mu też o swoich uczuciach. Odchodzi, zostawiając go samego.
Ma Ri rozmawia z Shi Hoo. Ten dziękuje jej za uratowanie życia. Ojciec Ma Ri tłumaczy mu zasady bycia wampirem.
Królowa zostaje porwana przez klan W. Rozpoczynają się poszukiwania. Zostaje odnaleziony nóż ojca Ma Ri, który podrzucił klan W.
Ah No spotyka się z Ma Ri. Przyznaje się do tego, że to przez nią tożsamość Ma Ri wyszła na jaw i to ona sprawiła, że wampirzyca wpadła w potrzask. Prosi ją o wybaczenie. Przyznaje się, że nienawidziła Ma Ri, ponieważ ta zdobyła serce Jung Jae. Teraz jednak Ah No chce wieść inne życie. Szlachcianka zostaje zaatakowana przez klan W. Ma Ri staje w jej obronie, przez co też zostaje porwana.
Przywódczyni klanu rozkazuje zabić przyszywaną matkę Jung Jae. Han Yoon-Jae nie chce tego uczynić. Nie może się jednak otwarcie sprzeciwić. Przychodzi do kobiety.
Ma Ri jest trzymana razem z królową. Ma jej pomóc w porodzie. Ah Ro powiadamia Jung Jae o porwaniu dziewczyny. Chłopak postanawia ją uratować. Włamuje się do siedziby wampirów. To samo robią Yoon Jae i Shi Hoo. Wszyscy trzej chcą uratować dziewczynę i udaremnić plan zamienienia dziecka królowej w wampira. O poczynaniach klanu dowiaduje się też rodzina Ma Ri oraz ojciec Jung Jae. Ten zwołuje Żołnierzy Srebrnej Krwi oraz gwardię narodową. Wszyscy chcą zaatakować kryjówkę wampirów. Yoon Jae i Shi Hoo walczą z wampirami, a Jung Jae wdziera się do środka, by odbić porwane kobiety. Yoon Jae ginie w walce. Przywódczyni klanu barykaduje wejście swoją mocą. Rodzina Baek Ma Ri jednoczy się i przełamuje barierę. Żołnierze Srebrnej Krwi i Gwardia Narodowa walczą z wampirami na dziedzińcu. Jung Jae musi się zmierzyć z przywódczynią klanu W. Zostaje przez nią ugryziony. Udaje mu się wyprowadzić królową z pałacu, po tym traci przytomność. Odnajduje do ojciec.
Jung Jae pozostaje nieprzytomny. Okropnie cierpi, nie mogąc ani umrzeć, ani przemienić się w wampira. Jego ojciec obwinia się za stan syna i żałuje swojej oziębłości wobec niego. Ma Ri szuka sposobu na przywrócenie ukochanemu życia, ale bez przemieniania go w wampira. Okazuje się, że jest to możliwe. Wampir, który przestaje pić krew staje się po paru dniach prawie człowiekiem. Krew takiego, konającego wampira może uratować ugryzionemu życie. Ma Ri głodzi się więc i prosi Shi Hoo o pomoc w uratowaniu Jung Jae. Wampir pomaga jej dotrzeć do Jung Jae. Baek Ma Ri pozwala Jung Jae wypić swoją krew. Chłopak budzi się i trzyma konającą wampirzycę w ramionach. Ta prosi go, by pozostał taki sam w następnym życiu.
Baek Ma Ri umiera.

### Odcinek 10
Fabuła powraca do wieku XXI, do momentu, gdy dochodzi do wypadku Jung Jae. W głowie chłopaka pojawiają się wspomnienia we wcześniejszego życia. Nie wie jednak czym są te obrazy. Matka i ojczym bardzo martwią się o chłopaka. Jung Jae zaczyna mieć chwilowe halucynacje. Chodzi do terapeuty, by odzyskać wspomnienia.
Ma Ri odsiaduje wyrok za użycie wampirzych zdolności przy człowieku (musiała to zrobić, gdy ratowała Jung Jae). Zostaje jej udzielona amnestia. Dziewczyna zgadza się uczestniczyć w projekcje SKW o nazwie „Projekt Współistnienie”. Dziewczyna wraca do szkoły. Ujawnia swoją tożsamość, co zakładał projekt. Reakcje na jej osobę są różne – niektórzy się boją, innych fascynuje wampir w szkole. Jung Jae otwarcie wyraża swoją niechęć.
Główni bohaterowie spotykają się przypadkiem w sali muzycznej. Jung Jae nie chce by dziewczyna się do niego zbliżała. Ma Ri ma jednak inne zamiary.
Okazuje się, że Shi Hoo przeżył próbę samobójczą. SKW zajmuje się nim w swojej siedzibie. Organizacja tłumaczy publicznie cel i działanie „Projektu Współistnienia”. Pierwszym jej etapem jest ujawnienie tożsamości tych wampirów, które będą tego chciały. Sprawi to, że będą wolne i posiądą te same prawa co ludzie.
Ma Ri jest coraz mocniej szykanowana w szkole. Stara się jednak robić dobrą minę do złej gry. Jung Jae jest przeciwny szykanom, które uważa za dziecinne.
Rodzice Ma Ri chcieliby się ujawnić, ale boją się konsekwencji. Ostracyzm społeczny sprawiłby, że mogliby stracić pracę i musieliby się wyprowadzić.
W szkole pojawia się Shi Hoo. Jego zadaniem jest ochrona Ma Ri, nie ujawniając swojej wampirzej natury.
Jung Jae dowiaduje się o Orange Marmalade. Zespół przestał istnieć po tym jak on, Shi Hoo i Maek Ma Ri zniknęli. Chłopak wciąż miewa wizje z poprzedniego życia.
Shi Hoo obejmuje Ma Ri na oczach Jung Jae.

### Odcinek 11
Jung Jae bez słowa odbiega. Dziewczyna odpycha Shi Hoo. Ten jednak coraz wyraźniej daje jej znać, że coś do niej czuje.
Jung Jae szuka prawdy o sobie. Nie pamięta dawnych relacji łączących go z ludźmi, ale wie już, że razem z Ma Ri i Shi Hoo grali w zespole. Chce przypomnieć sobie wszystko sam.
Chłopak i Ma Ri spotykają się na placu zabaw. Chłopak opowiada jej o dziwnych wizjach, które ma. Prosi ją o pomoc w pozbyciu się ich oraz oferuje, że pomoże dziewczynie w „Projekcie Współistnienie”. Ma Ri zgadza się.
Shi Hoo wspomina. Po tym jak SKW uratowało mu życie zaoferowało mu udział w projekcie. Jeżeli ten się powiedzie rodzice Shi Hoo mają szansę na odzyskanie wolności. To właśnie dlatego chłopak się zgodził.
Jung Jae staje w obronie Ma Ri przed dyrektorem szkoły i zdenerwowanymi rodzicami. Obiecuje wziąć pełną odpowiedzialność za wampirzycę. Razem siedzą w ławce i jedzą posiłki.
Shi Hoo jest zazdrosny o to, że Jung Jae wstawił się za Ma Ri. Dziewczyna jednak cieszy się bliskością ukochanego i nie słucha przyjaciela. Jung Jae, Ma Ri i Shi Hoo idą na wagary. Gdy Ah No to zauważa także postanawia nie uczestniczyć w lekcjach. Spotyka grającego na gitarze Shi Hoo. Chłopak gra dla niej i śpiewa.
Jung Jae i Ma Ri spędzają razem czas. Chłopakowi powoli wracają wspomnienia. Shi Hoo i Ah Ro także przebywają razem. Chłopak dostaje pracę na pół etatu.
Mama Jung Jae namawia go do powrotu do grania w zespole. Psychiatra leczący go stwierdził, że może mu to pomóc odzyskać pamięć.
Wytwórnia muzyczna zaczyna interesować się Orange Marmalade. Chcą reaktywować zespół, jednak bez Ma Ri. Jung Jae nie chce jednak grać bez niej. Shi Hoo ujawnia, że jest wampirem i oświadcza, że odejdzie z zespołu, jeżeli nie będzie w nim Ma Ri. To przesądza sprawę. Zespół nie zadebiutuje.
Jung Jae i Ma Ri oddalają się od siebie, gdy chłopak dowiaduje się, że jego krew pięknie pachnie dla wampirzycy.
Shi Hoo rozmawia z Jung Jae. Chłopak tłumaczy rywalowi powody zachowania Ma Ri. Mówi, że dziewczyna go kocha i to dla tego ujawniła swoją tożsamość.
Ma Ri postanawia się przenieść do innej szkoły.
Jung Jae odnajduje zeszyt z melodiami, które zapisywali razem z Ma Ri. Chłopak gra jedną z nich na gitarze. W tym momencie przypomina sobie co wydarzyło się przed wypadkiem, a także kim był w poprzednim życiu.
On i Ma Ri spotykają się przed szkołą.

### Odcinek 12
Chłopak zdaje sobie sprawę, że zawsze kochał Ma Ri i znał ją nie tylko w tym, ale i w poprzednim życiu. Bohaterowie godzą się.
Dziewczyna wraca do szkoły. Ona i Jung Jae zostają parą.
Prawda o tym, że Shi Ho jest wampirem wychodzi na jaw. Klasa odsuwa się od niego. Godzi się z Ma Ri, która dziękuje mu za wszystko co dla niej zrobił. Chce zrezygnować ze szkoły, jednak Ah No namawia go do powrotu. Jung Jae i Shi Rao godzą się.
Uczniowie szkoły nie akceptują jednak wampirów. Nadal je prześladują. Zbiera się rada szkoły. Przyjaciele Ma Ri i Jung Jae wstawiają się za nimi. Zostaje utworzona specjalna klasa, która ma przekonać resztę szkoły, że można współistnieć z wampirami.
Zespół Orange Marmalade postanawia się reaktywować. Postanawiają wystąpić w programie muzycznym. Mimo przeszkód udaje im się wystąpić. Zespół debiutuje i staje się niezwykle popularny.
Rodzice Shi Hoo zostają ułaskawieni i wychodzą na wolność.

## Wampiry w „Orange Marmolade”
Wampiry w „Orange Marmalade” poddają się niektórym stereotypom odnośnie do spojrzenia na tę rasę w kulturze. Muszą one pić krew lub zamienniki krwi, co 12 godzin, by zachować zdrowie, co 3 dni, by żyć. Nie mogą jeść ludzkiego jedzenia. Słońce je zabija, jeżeli nie mają odpowiedniej ochrony. Ich oczy zmieniają kolor na fioletowy lub niebieski, gdy odczuwają pragnienie. Wtedy także pokazują im się kły. Są długowieczne – jeżeli piją ludzką krew mogą dożyć 1000 lat, jeżeli nie ok. 150. Są wrażliwe na dotyk srebra. Posiadają nadprzyrodzone zdolności – szybka regeneracja, niezwykła siła, unoszenie się/ latanie, nadzwyczajny słuch, jednak te umiejętności słabną, jeżeli nie są rozwijane. Młode wampiry nie panują nad głodem, dlatego muszą przebywać zawsze w towarzystwie dorosłego. Wampirem można się urodzić lub stać przez wymianę krwi z wampirem. Stworzenia te mogą też czerpać moc z zaćmienia księżyca. Stają się wtedy niezwykle silne i odporne na srebro. Nie odbijają się w lustrach.
Nie boją się jednak krzyży i większość panuje nad swoimi popędami. Mogą żyć wśród ludzi, nie wyróżniając się zbytnio. Nie cechują się nadzwyczajną urodą czy rozumem. Nie da się ich zabić osikowym kołkiem ani żadną inną bronią, ponieważ natychmiast się regenerują. Odczuwają ludzkie emocje. Nie mogą zmieniać formy.
Wampiry są mniejszością w świecie zdobytym przez ludzi. Mimo swojej siły nie potrafią z nimi wygrać. Dlatego też zawarły z ludźmi pokój, który zobowiązywał je do zaprzestania picia ludzkiej krwi. W zamian ludzie mieli pozwolić wampirom żyć w spokoju. Jest to jednak martwe prawo. Ludzie nienawidzą wampirów lub czują wobec nich niezdrową fascynację. Boją się i wykluczają wampiry poza nawias społeczeństwa. Wampiry nie mogą się ujawnić, ponieważ wtedy spada na nie fala ostracyzmu społecznego.
Nie tylko ludzie utrudniają istnienie wampirów. SKW, czyli system kontrolowania wampirów, wszczepia im specjalne urządzenia lokalizacyjne. Gdy wampir użyje mocy, natychmiast jest namierzany i może zostać skazany na Ahn Shi – tortury polegające na głodzeniu i zamknięciu. Kara ta nie zawsze jest sprawiedliwa. SKW kontroluje wydawanie leku, który chroni wampiry przed słońcem, więc muszą one być posłuszne organizacji.
Tylko w swojej grupie społecznej mogą czuć się bezpiecznie, ale nie jest to grupa jednolita. Większość wampirów ukrywa się i spełnia swoje role społeczne, ale jest też grupa, która nie chce podporządkować się ludziom. Takie wampiry są jednak szybko unicestwiane, ponieważ ludzie są słabsi, ale jest ich więcej.

## Obsada
Yeo Jin-Goo – Jung Jae-Min, główny bohater, człowiek. W wieku XVI był szlachcicem, synem rodu wojowników. Chłopak nie chciał jednak walczyć, bowiem mdlał na widok krwi. Swoje życie chciał poświęcić nauce. Zakochał się w Baek Ma Ri, niższego stanu, długo walczył ze sobą wiedząc, że ten związek nie ma przyszłości. Gdy jednak ojciec postanowił, że Jae Min ma wziąć ślub, chłopak zdał sobie sprawę, że nie jest w stanie poślubić innej kobiety. Jego najlepszym przyjacielem był Han Shi-Hoo, za którego był w stanie zaryzykować życie.
W kolejnym życiu Hung Jae Min zachował wiele cech z poprzedniego wcielenia. Jest bogaty i zajmuje wysokie miejsce w hierarchii społecznej. Nadal świetnie się uczy. Nienawidzi wampirów uważając, że lepiej by było, gdyby nie istniały. Zakochuje się w Baek Ma Ri. Nie może zaakceptować tego, że dziewczyna jest wampirem. Nie przyjaźni się już z Shi Hoo – mężczyźni są do siebie wrogo nastawieni. W nieszczęśliwym wypadku wpada ze skarpy do morza. Przeżywa, ale traci pamięć. Na końcu serialu umawia się z Baek Ma Ri i odzyskuje pamięć.
Seol Hyun – Baek Ma Ri, główna bohaterka, wampirzyca. W wieku XVI była córką rzeźnika, co stawiało ją nisko w hierarchii społecznej. Nie przejmowała się tym jednak, widząc piękno w otaczającym ją świecie. Była zamknięta w sobie i cicha, a jednak radosna i pogodna. Razem z rodziną ukrywała swój wampiryzm, żyjąc w zgodzie z ludźmi. Zakochała się w Jung Jae Minie, jednak wiedziała, że związek ten nie przetrwa przez różniący ich status społeczny.
W swoim drugim życiu nosi to samo imię. Jest licealistką, która ukrywa swoją odmienną rasę. Wielokrotnie musiała się przeprowadzać i bardzo dba o to, by jej sekret nie wyszedł na jaw. Jest to główny motyw napędzający jej działania. Zakochuje się z wzajemnością w Jung Jae Minie. Jej tożsamość zostaje jednak odkryta, a chłopak nie może się pogodzić, iż obdarzył uczuciem wampira. W nieszczęśliwym wypadku chłopak traci pamięć, ale dziewczyna nie opuszcza go.
Lee Jong-Hyun- Han Shi-Hoo, jeden z głównych bohaterów. Co ciekawe, w wieku XVI, rodzi się jako człowiek. Pochodzi ze szlacheckiej rodziny uczonych. Był najlepszym przyjacielem Jung Jae. Nie chce jednak się kształcić. Specjalnie doprowadza do wyrzucenia się ze szkoły, by móc zdać egzamin wojskowy. Nocami wymyka się do lasu lub na nielegalne walki. Zakochuje się w Mi Ra, gdy tylko pierwszy raz ją widzi. Zostaje Żołnierzem Srebrnej Krwi. Podczas jednej z walk zostaje ugryziony przez wampira i przemienia się w niego po wypiciu krwi Ma Ri.
W XXi wieku jest wampirem. Ma dość ukrywania swojej natury, więc sprzeciwia się SKW. Jest zakochany w Ma Ri, od dziecka, gdy się poznali. Jego rodzice poświęcili się, by go ratować i za to odsiadują Ah No, najgorszą karę dla wampira. Chłopak obwinia się o to. Nie potrafi nawiązywać bliższych relacji z ludźmi, stawiając siebie ponad nich. Przy tym jednak troszczy się o Ma Ri. Jest rywalem Jung Jae, chłopcy nie cierpią się. Mimo wszystko Shi Hoo ratuje chłopaka od śmierci. Później popełnia samobójstwo, stając w promieniach słońca, by nie zostać złapanym przez SKW.
Gil Eun-Hye – Jo A-Ra, zakochana w Jung Jae Minie. W poprzednim życiu była szlachcianką, którą rodzice chcieli wydać za Jung Jae Mina. Dziewczyna zauroczyła się w nim i chciała, by chłopak poczuł do niej to samo. Intrygami próbowała zaszkodzić Mi Ra, którą wyraźnie interesował się jej narzeczony. Nie osiągała jednak celu, bo chłopak zawsze stawał w jej obronie.
W XXI wieku ani trochę się nie zamienia. Wciąż jest zakochana w Jae Minie, chłopak jednak nie wykazuje nią żadnego zainteresowania. Jest bogata i lubiana, wykorzystuje to, by prześladować Ma Ri. Odkrywa tożsamość Ma Ri i rozpowiada o niej plotki.
Ahn Gil-kang – Baek Seung-Hoon, ojciec Baek Ma Ri. W swoim pierwszym wcieleniu był rzeźnikiem. Żył, ukrywając swoją wampirzą naturę, chcąc współistnieć w ludźmi w pokoju. Jest stoikiem, który nie buntuje się, nawet gdy jest niesłusznie oskarżany. Staje w obronie ludzi, sprzeciwiając się wrogiemu klanowi.
W XXI wieku znów jest ojcem dziewczyny. Jego charakter jednak zmienia się. Mężczyzna jest dość nieporadny, często wpada w kłopoty. Bardzo wspiera jednak córkę w realizacji jej pasji. Wydaje się beztroski, jednak martwi się o przyszłość swoich dzieci.

## Produkcja
Orange Marmalade było wyświetlane od 22:35 w piątki w stacji KBS. Pierwsze czytanie scenariusza miało miejsce 13 marca 2015 r. W KBS Annex Building w Yeouido w Seulu. Filmowanie rozpoczęto w 2015 roku.

## Nagrody
W 2015 roku Orange Marmalade otrzymało nagrody KBS Drama Awards w kategorii:
- Najlepszy nowy aktor (Yeo Jin-Goo)
- Najpopularniejszy aktor (Seol Hyun)